# 4296 van Woerkom
4296 van Woerkom è un asteroide della fascia principale. Scoperto nel 1935, presenta un'orbita caratterizzata da un semiasse maggiore pari a 2,2487213 UA e da un'eccentricità di 0,1663133, inclinata di 6,14667° rispetto all'eclittica.